# Peleaga
Peleaga (2509 m n. m.) je hora v pohoří Retezat v jihozápadním Rumunsku. Leží na území župy Hunedoara asi 13 km severozápadně od vesnice Câmpu lui Neag a 27 km jižně od města Hațeg. Na severních svazích se nachází skalní věže Colții Pelegii, využívané horolezci. Pod západními svahy se rozkládá největší rumunské ledovcové jezero Bucura. Vrchol je místem dalekého rozhledu. Peleaga je nejvyšší horou celého pohoří.
Na vrchol lze vystoupit po značených turistických cestách z několika směrů.